# Kryptomeria-slægten
Kryptomeria-slægten (Cryptomeria) er en planteslægt med kun én art.
| Arter |

- Japansk Kryptomeria (Cryptomeria japonica)